# 大溪豆干
大溪豆干（豆干又寫作豆乾）是台灣桃園市大溪區知名的地方特產（亦可歸類為台灣小吃）。不同於一般的白豆干，大溪豆干的特色是黑豆干，外皮厚而黑，整體口感較白豆干更加硬實，味道也更加重。

## 歷史
關於大溪豆干成為大溪區特產的歷史說法，可追溯至1920年代的黃屋（又稱黃大目）的大溪烏豆干創業史，當時黃屋經營生意因為戰爭，市場蕭條而失敗，家庭經濟面臨困難，才想做豆腐小本生意開點錢源，但早期所製造出來的豆腐、豆干容易腐敗不易久放，為了要使豆乾保存久將白豆干滷鹹後再以紅糖製成焦糖上色，沒想到受到當時大溪煤礦工人的青睞，成了大溪烏豆干的原型。現今生產大溪豆干的商號「黃日香」、「大房豆干」皆淵源於此。第二次世界大戰時，當時在大溪製造豆干的五家店協議由「黃日香」的黃屋出面調度配給物資。
依黃屋長子黃伯輝後代（大房豆干）說法，早期黃家跟鄰居學做白豆干，因白豆干不易存放黃屋才會研發出現今大溪最出名的大溪五香烏豆干。
民國64年，先總統蔣中正逝世後奉厝慈湖，當時總統蔣經國曾到大溪品嘗豆干，加上石門水庫等景點的帶動，大批觀光客開始湧入大溪，使得大溪豆干成為大溪知名的特產。
目前大溪豆干老牌的製作業者有：黃日香股份有限公司、大房豆干、黃大目食品廠、萬里香豆干及廖心蘭豆干。

## 外部連結
- 大房食品官方網站（页面存档备份，存于）
- 黃大目食料品(股)有限公司官方網站（页面存档备份，存于）
- 萬里香食品官方網站（页面存档备份，存于）